# Tigridia albicans
Tigridia albicans är en irisväxtart som beskrevs av Pierfelice Ravenna. Tigridia albicans ingår i släktet Tigridia och familjen irisväxter. Inga underarter finns listade i Catalogue of Life.